# Mireille Ballestrazzi
Mireille "Ballen" Ballestrazzi (Orange, 2 settembre 1954) è una funzionaria francese che è stata a capo della Direction centrale de la Police judiciaire dal 2014 al 2018 e presidente dell'Organizzazione internazionale della polizia criminale (INTERPOL) dal 2012 al 2016.

## Biografia
Ballestrazzi ha conseguito una laurea in Lettere Classiche e un master in Greco e Latino, si è diplomata all'Accademia nazionale superiore di polizia francese. Nel 1997 è stata insignita della Legion d'onore.
Nel 1975 diventa una delle prime donne commissario in Francia e a ricoprire ruoli di responsabilità, è stata a capo del gruppo di repressione del banditismo a Bordeaux nel 1978.
Nel 2010 è stata Vicepresidente per l'Europa presso il Comitato Esecutivo dell'INTERPOL. 
Dal novembre 2012 al novembre 2016, è stata presidente dell'Organizzazione internazionale della polizia criminale (INTERPOL).
In occasione dell'investitura Mireille Ballestrazzi ha messo in evidenza i pericoli dei crimini informatici.
(Mireille Ballestrazzi, rts)

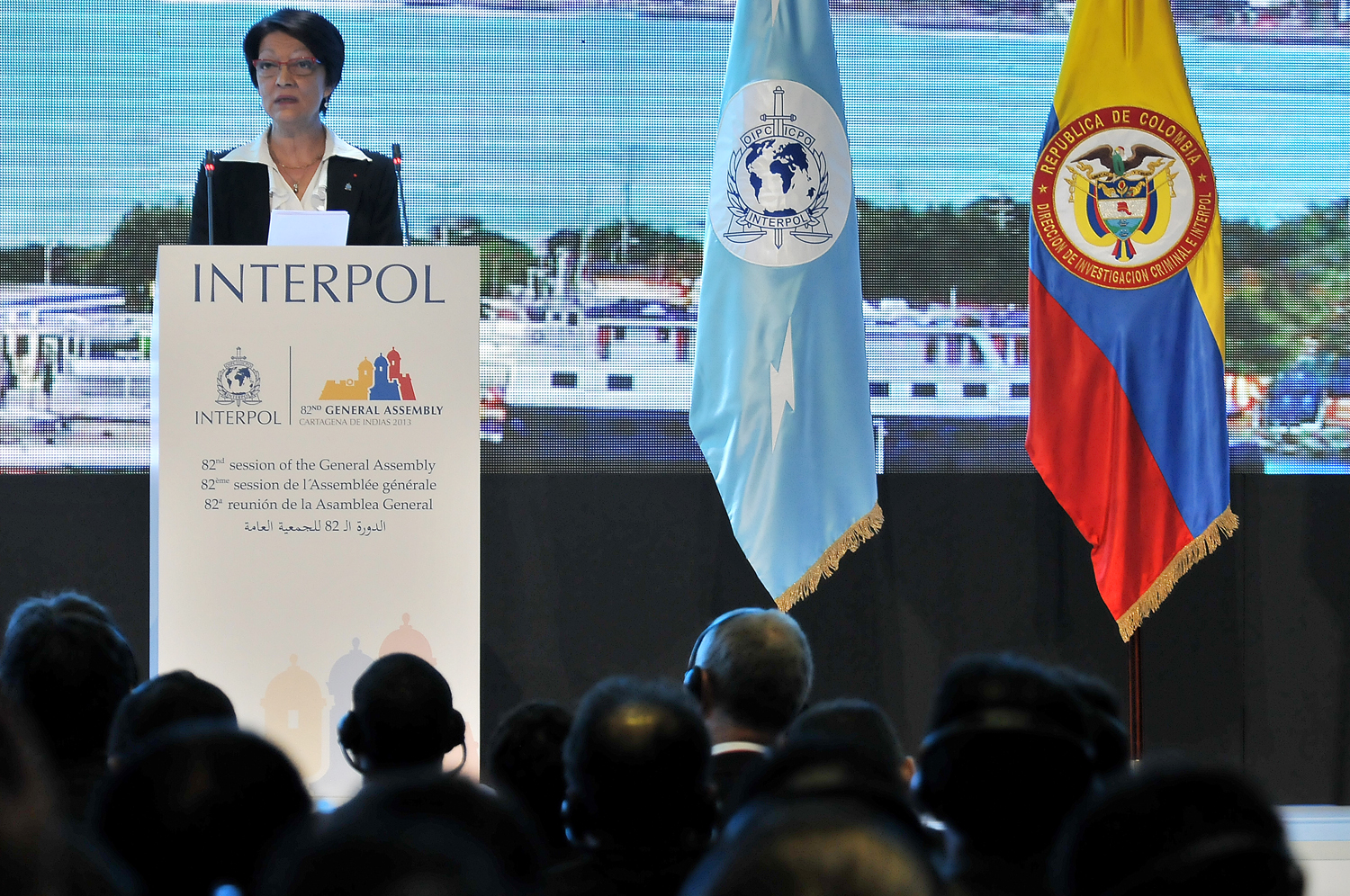
21 ottobre 2013

Nel 2014, oltre alla sua leadership nell'INTERPOL, è diventata il direttore centrale della polizia giudiziaria francese.